# Mission de l'Union européenne d'assistance au poste frontière de Rafah
La mission d'assistance au poste frontière de Rafah est une mission civile de l'Union européenne créée le 24 novembre 2005.

## Historique
Le 15 novembre 2005, Israël et l'Autorité palestinienne concluent un accord sur les déplacements et l’accès aux points de passage aux frontières de Gaza (« Agreement on Movement and Access »),. Cet accord porte une indication du rôle de l'Union européenne en tant que tierce partie dans le fonctionnement de ces points de passage.
Longtemps restée en suspens après que le Hamas a pris le contrôle de la Bande de Gaza, la mission a vu ses effectifs réduits par l'Union européenne en 2012, pour ne laisser sur place qu'une présence de 4 personnes. Bien qu'il y ait eu des tentatives de relance des opérations, la mission ne donne aujourd'hui que peu de conseils, tâche qui pourrait, selon certains, être assumée par la délégation de l'Union européenne à Tel Aviv. 

## Sources